# Ted Catlin
Arthur Edward Catlin, detto Ted (South Bank, 11 gennaio 1910 – Sheffield, 28 novembre 1990), è stato un calciatore inglese, di ruolo difensore.

## Caratteristiche tecniche
Era un terzino sinistro.

## Carriera

### Club
Durante la sua carriera ha militato solo nello Sheffield Wednesday, giocando 209 partite.

### Nazionale
Ha raccolto 5 presenze con la Nazionale inglese.

## Palmarès
- Coppa d'Inghilterra: 1

Sheffield Wednesday: 1934-1935
- Charity Shield: 1

Sheffield Wednesday: 1935